# برایانت، شهرستان ایندیپندنس، آرکانزاس
برایانت (به انگلیسی: Bryant) یک منطقهٔ مسکونی در ایالات متحده آمریکا است که در شهرستان ایندیپندنس، آرکانزاس واقع شده‌است. برایانت  ۵۰۹ متر بالاتر از سطح دریا واقع شده‌است.